# El Ghazala
Ne doit pas être confondu avec Ghezala.
El Ghazala (arabe : الغزالة) ou Cité El Ghazala, littéralement « La Gazelle », est un quartier de la banlieue nord de Tunis (Tunisie) faisant partie du gouvernorat de l'Ariana. Elle connaît depuis 2005 un boom de son urbanisation.
La cité est connue pour son importante technopôle, appelée Pôle Elgazala des technologies de la communication (قطب الغزالة لتكنولوجيات الاتصال), entreprise publique fondée le 7 novembre 1999 et dont la vocation consiste à accueillir des activités de production dans les technologies de l'information et de la communication (TIC), la formation et la recherche scientifique et technologique dans un objectif de développement croisé entre ces trois composantes. Il gère aussi le réseau des « cyberparcs », espaces fonctionnels disposant d'équipements et de réseaux de communication conçus pour accueillir les promoteurs désirant monter des projets basés sur les TIC.
Plusieurs écoles liées aux TIC, comme l'École supérieure des communications de Tunis et l'Institut supérieur des études technologiques en communications de Tunis se trouvent également à El Ghazala.